# Indianapolis 500 in 1919
De 7e Indianapolis 500 werd gereden op zaterdag 31 mei 1919 op de Indianapolis Motor Speedway. Amerikaans coureur Howdy Wilcox won de race in een Peugeot.

## Startgrid
| Rij | Binnen           | Mid-links      | Mid-rechts          | Buiten           |
| --- | ---------------- | -------------- | ------------------- | ---------------- |
| 1   | René Thomas      | Howdy Wilcox   | Albert Guyot        | Ralph DePalma    |
| 2   | Eddie O'Donnell  | Paul Bablot    | Art Klein           | Eddie Hearne     |
| 3   | Earl Cooper      | Ira Vail       | Charles Kirkpatrick | Louis Chevrolet  |
| 4   | Louis Wagner     | Joe Boyer      | Ralph Mulford       | Gaston Chevrolet |
| 5   | W. W. Brown      | Arthur Thurman | Roscoe Sarles       | Cliff Durant     |
| 6   | Ray Howard       | Jules Goux     | Wilbur D'Alene      | Kurt Hitke       |
| 7   | Louis Lecocq     | Ora Haibe      | Denny Hickey        | Tom Alley        |
| 8   | Elmer T. Shannon | Omat Toft      | Tommy Milton        | André Boillot    |
| 9   | J. J. McCoy      |                |                     |                  |

## Race
Tijdens de race kwamen Arthur Thurman en Louis LeCocq en deze laatste zijn mecanicien Robert Bandini om het leven.
| #                                  | Coureur             | Auto               | Ronden | Opgave           |
| ---------------------------------- | ------------------- | ------------------ | ------ | ---------------- |
| 1                                  | Howdy Wilcox        | Peugeot            | 200    |                  |
| 2                                  | Eddie Hearne        | Stutz              | 200    |                  |
| 3                                  | Jules Goux          | Peugeot            | 200    |                  |
| 4                                  | Albert Guyot        | Ballot             | 200    |                  |
| 5                                  | Tom Alley           | Bender             | 200    |                  |
| 6                                  | Ralph DePalma       | Packard            | 200    |                  |
| 7                                  | Louis Chevrolet     | Frontenac          | 200    |                  |
| 8                                  | Ira Vail            | Hudson             | 200    |                  |
| 9                                  | Denny Hickey        | Hoskins-Hudson     | 200    |                  |
| 10                                 | Gaston Chevrolet    | Frontenac          | 200    |                  |
| 11                                 | René Thomas         | Ballot             | 200    |                  |
| 12                                 | Earl Cooper         | Stutz              | 200    |                  |
| 13                                 | Elmer T. Shannon    | Shannon-Duesenberg | 200    |                  |
| 14                                 | Ora Haibe           | Hudson             | 200    | Mechanisch       |
| 15                                 | André Boillot       | Peugeot            | 195    | Ongeval          |
| 16                                 | Ray Howard          | Peugeot            | 130    | Mechanisch       |
| 17                                 | Wilbur D'Alene      | Duesenberg         | 120    | Mechanisch       |
| 18                                 | Louis LeCocq        | Duesenberg         | 96     | Dodelijk ongeval |
| 19                                 | Art Klein           | Peugeot            | 70     | Mechanisch       |
| 20                                 | Charles Kirkpatrick | Mercedes           | 69     | Mechanisch       |
| 21                                 | Paul Bablot         | Ballot             | 63     | Ongeval          |
| 22                                 | Eddie O'Donnell     | Duesenberg         | 60     | Mechanisch       |
| 23                                 | Kurt Hitke          | Duesenberg         | 56     | Mechanisch       |
| 24                                 | Cliff Durant        | Stutz              | 54     | Mechanisch       |
| 25                                 | Tommy Milton        | Duesenberg         | 50     | Mechanisch       |
| 26                                 | Louis Wagner        | Ballot             | 44     | Mechanisch       |
| 27                                 | Arthur Thurman      | Duesenberg         | 44     | Dodelijk ongeval |
| 28                                 | Omar Toft           | Miller             | 44     | Mechanisch       |
| 29                                 | Ralph Mulford       | Frontenac          | 37     | Mechanisch       |
| 30                                 | J. J. McCoy         | McCoy              | 36     | Mechanisch       |
| 31                                 | Joe Boyer           | Frontenac          | 30     | Mechanisch       |
| 32                                 | W. W. Brown         | Brown-Hudson Brett | 14     | Mechanisch       |
| 33                                 | Roscoe Sarles       | Miller             | 8      | Mechanisch       |
| Gemiddelde snelheid : 141,703 km/h |                     |                    |        |                  |